# 後氷期
| 累代        | 代     | 紀       | 世     | 期                   | 基底年代 Mya |
| ----------- | ------ | -------- | ------ | -------------------- | ------------ |
| 顕生代      | 新生代 | 第四紀   | 完新世 | メガラヤン           | 0.0042       |
| 顕生代      | 新生代 | 第四紀   | 完新世 | ノースグリッピアン   | 0.0082       |
| 顕生代      | 新生代 | 第四紀   | 完新世 | グリーンランディアン | 0.0117       |
| 顕生代      | 新生代 | 第四紀   | 更新世 | 後期更新世           | 0.129        |
| 顕生代      | 新生代 | 第四紀   | 更新世 | チバニアン           | 0.774        |
| 顕生代      | 新生代 | 第四紀   | 更新世 | カラブリアン         | 1.8          |
| 顕生代      | 新生代 | 第四紀   | 更新世 | ジェラシアン         | 2.58         |
| 顕生代      | 新生代 | 新第三紀 | 鮮新世 | ピアセンジアン       | 3.6          |
| 顕生代      | 新生代 | 新第三紀 | 鮮新世 | ザンクリアン         | 5.333        |
| 顕生代      | 新生代 | 新第三紀 | 中新世 | メッシニアン         | 7.246        |
| 顕生代      | 新生代 | 新第三紀 | 中新世 | トートニアン         | 11.63        |
| 顕生代      | 新生代 | 新第三紀 | 中新世 | サーラバリアン       | 13.82        |
| 顕生代      | 新生代 | 新第三紀 | 中新世 | ランギアン           | 15.97        |
| 顕生代      | 新生代 | 新第三紀 | 中新世 | バーディガリアン     | 20.44        |
| 顕生代      | 新生代 | 新第三紀 | 中新世 | アキタニアン         | 23.03        |
| 顕生代      | 新生代 | 古第三紀 | 漸新世 | チャッティアン       | 27.82        |
| 顕生代      | 新生代 | 古第三紀 | 漸新世 | ルペリアン           | 33.9         |
| 顕生代      | 新生代 | 古第三紀 | 始新世 | プリアボニアン       | 37.8         |
| 顕生代      | 新生代 | 古第三紀 | 始新世 | バートニアン         | 41.2         |
| 顕生代      | 新生代 | 古第三紀 | 始新世 | ルテシアン           | 47.8         |
| 顕生代      | 新生代 | 古第三紀 | 始新世 | ヤプレシアン         | 56           |
| 顕生代      | 新生代 | 古第三紀 | 暁新世 | サネティアン         | 59.2         |
| 顕生代      | 新生代 | 古第三紀 | 暁新世 | セランディアン       | 61.6         |
| 顕生代      | 新生代 | 古第三紀 | 暁新世 | ダニアン             | 66           |
| 顕生代      | 中生代 | 中生代   | 中生代 |                      | 251.902      |
| 顕生代      | 古生代 | 古生代   | 古生代 |                      | 541          |
| 原生代      | 原生代 | 原生代   | 原生代 |                      | 2500         |
| 太古代      | 太古代 | 太古代   | 太古代 |                      | 4000         |
| 冥王代      | 冥王代 | 冥王代   | 冥王代 |                      | 4600         |
| 1. 2. 3. 4. |        |          |        |                      |              |

後氷期（こうひょうき）とは、約1万年前から現代までの時代を指す。一般にヴュルム氷期といわれる氷期の後であり、しばしば完新世と同義で使われる。人類が勢力を広げ、全地球的に居住地を広げるとともに、文明の発達により地球環境を大きく変化させた時期である。この名称からは、氷河時代が終わったような印象を受けるが、多くの研究者の間の意見は、後氷期は実際には間氷期である、という点で一致している。

## 前史
リス・ヴュルム氷期では、地球全体の気温が緩慢に低下して低温の頂点に達した後、急激に昇温して間氷期に入るという経過をとっている。ヴュルム氷期についても、およそ11万年前頃から少しずつ気温が低下し始め、多少の変動を示しつつも全体としては低下し続け、2万年から1万8000年前に低温のピークを示した後、急速に上昇、1万3000年ほど前に新ドリアス期という1000年程度の寒の戻りを経た後、1万年ほど前にはほぼ現在の水準に達し、後氷期に入った。
氷期には、海水の一部が氷床となって陸地に固定されるため大規模な海退が起こり、現在よりおよそ100メートル前後海面が下がるので、浅海が広範囲にわたって陸化する。東南アジアのスンダ列島（インドネシア）からインドシナ半島にかけての海域はスンダランドと呼ばれる陸地となり、ベーリング海峡も地峡となって北アメリカとシベリアを接続させた。

## 気温の変化

後氷期の気温変化

ヴュルム氷期に伴う低温は後氷期到来とともに終わったが、安定したわけではなく、小さな振幅で変動を繰り返している。今から6000年ほど前には、新ドリアス期以降の気温の上昇がピークに達し、後氷期を通じて最も温暖な時期になった。これをヒプシサーマル（hypsithermal）期と呼び、日本では「気候最適期」といわれることもあるが、気温が上がれば人類や動植物の居住・生育に不適となる地域も出るわけで、単に「高温期」と呼ばれる場合も多い。その後も2000年くらいの周期で気温は上下しており、13世紀から19世紀前半頃までは小氷期といわれる低温の時期が続き、19世紀後半以降は温暖化しつつある。
このような変動が起こる原因については、太陽の活動、地球上の火山活動、大気中の二酸化炭素量など、いくつか考えられているが、決定的な説はない。現在危惧されている地球温暖化についても、人間活動による二酸化炭素排出が有力視されているものの、一部には否定説もあり、意見の一致をみていない。おそらく、いくつかの原因が複合的に影響しているものと考えるのが妥当であろう。

## 海陸の状況
大陸や島嶼部の分布は現在とほとんど変わらない。氷期の終了により、1万6000年ほど前から海進が顕著になり、氷期に陸化していた大陸棚部分は海面下に没した。北大西洋では、水温の高い海水が高緯度まで北上して大気中に熱を供給するようになったので、ヨーロッパは氷期や新ドリアス期から一転して温暖な気候に変わった。
後氷期には、海岸近くの浅海に河川が運んできた土砂が堆積して各地で広大な沖積平野が形成された。完新世の旧称である「沖積世」はそのような事情をよく表している。沖積平野は平坦で肥沃であるため、人類の居住や農業に適しており、日本でも、歴史時代を通じて多くの人口が集中し、経済・文化活動の中心となった。

## 生物相
特筆すべきは、多くの生物の絶滅である。特にヴュルム氷期の終末期から後氷期初期にかけて、アメリカを中心に大型動物の絶滅が目立つ。マンモス（北アメリカ・シベリア）・メガテリウム（南アメリカ）などが一例である。これについては、氷期の急速な終わりに伴う気候の激変に原因を求める説と、同じ頃勢力を拡大した人類による狩猟が原因であるとする説があり、やはり定説はない。
しかし、後氷期を通じて人類の活動によって広範囲に動物相・植物相が破壊されてきたのは疑う余地がない。農耕の開始から文明の発展に伴い、広い土地が切り開かれて荒廃した。たとえば、地中海沿岸から西アジアにかけては、かつては豊かな森林に恵まれた土地であったが、耕地の拡張が行われ、また大量の燃料や建築材料の需用によって森林は大規模に伐採され、植林などの回復措置は一切取られなかったため、裸になった土地は雨に洗われて栄養分に富んだ表土は流失、現在見るような荒れ地と化している。草原も耕地となって灌漑が行われたが、その結果、地中の塩分が上昇して不毛の地となった。そうした植物相の破壊によって動物も影響を受け、居住地や食物を失って絶滅した種が多い。また、無軌道な狩猟や、牧畜被害防止のための駆除による絶滅もあり、また人間の世界各地への移住によって家畜などの動物が違う土地に持ち込まれ、その地の生態系を破壊した例も枚挙に暇がない。